# Hans Ecker (Pädagoge)
Hans Ecker (* 1929 in Haag am Hausruck; † 18. April 2013 in Ried im Innkreis) war ein österreichischer Pädagoge, Hochschullehrer und Autor.

## Leben und Wirken
Ecker war von 1972 bis 1991 Bezirksschulinspektor in Ried im Innkreis und unterrichtete zuvor an der Volksschule in Rottenbach und an der Hauptschule in Gaspoltshofen. Er betätigte sich auch in der Lehrerfortbildung, unterrichtete an der Pädagogischen Akademie der Diözese Linz und verfügte über einen Lehrstuhl für Schulpädagogik, Leseforschung sowie Kinder- und Jugendliteratur an der Universität Passau. Seine Aufsätze erschienen in Fachzeitschriften und er war Vortragender zum Thema Leseförderung bei Fachveranstaltungen. Als Autor von sieben Büchern war er auch Mitglied im Stelzhamer-Bund sowie bei der Innviertler Künstlergilde. Ergebnisse seiner Aktivitäten als Heimatforscher publizierte er in der Schriftenreihe vom Museum Innviertler Volkskundehaus Der Bundschuh. Politisch fungierte er als Bezirksobmann im Christlichen Lehrerverein.

## Werke
- Grolzham – Einblick in die Geschichte eines Dorfes, in: Der Bundschuh, Schriftenreihe des Museums Innviertler Volkskundehaus, 12/2009, Ried im Innkreis 2009, S 107 bis 111 (Gemeinde Weibern)
- Glück auf, ihr Bergleut, jung und alt! Einblicke in die Arbeits- und Lebenswelt der Hausruck-Bergleute, in: Der Bundschuh, Schriftenreihe des Museums Innviertler Volkskundehaus, 10/2007, Ried im Innkreis  2007, S 140 bis 144, (vor allem mit Blick auf Geboltskirchen 1950 bis 1960)
- Der vergrabene Krieg, Erlebtes Zeitgeschehen 1938 bis 1945, in: Jahrbuch der Innviertler Künstlergilde, 2005/2006, Ried im Innkreis 2006, S 16 bis 17, (Auszug aus dem 1996 erschienenen Buch, Kapitel über Kriegsende 1945 in Haag am Hausruck)
- Glück auf! Gemeinde Geboltskirchen – die ersten dokumentarisch belegten Braunkohlefunde im Hausruck, in: Der Bundschuh, Schriftenreihe des Museums Innviertler Volkskundehaus, 9/2006, Ried im Innkreis 2006, S 55 bis 61
- Aus vergangenen Tagen – Geschichten zur Geschichte Oberösterreich, mit Zeichnungen von Hans Babuder, 2. überarbeitete Auflage, Linz 2004, 264 S
- Tauglich zum Kriegsdienst, Erinnerungen eines Fünfzehnjährigen an die letzten Monate des Zweiten Weltkrieges, in: Der Bundschuh, Schriftenreihe des Museums Innviertler Volkskundehaus, 4/2001, Ried im Innkreis 2001, S 71 bis 74 (Peuerbach, Neukirchen am Wald, Haag, Ried im Innkreis)
- Der vergrabene Krieg, Erlebtes Zeitgeschehen 1938 bis 1945, Mattighofen 1996, 159 S
- Aus vergangenen Tagen, Linz 1981